# Chiesa di Santa Maria Nascente (Coccaglio)
La chiesa di Santa Maria Nascente è la parrocchiale di Coccaglio, in provincia e diocesi di Brescia; fa parte della zona pastorale della Franciacorta.

## Storia
Tra i secoli XII e XIII Coccaglio divenne sede di una pieve, dedicata inizialmente a santa Maria e poi a san Giovanni Battista.
Il 27 giugno 1717 il consiglio comunale approvò il proposta di costruire una nuova chiesa e nel febbraio del 1718 fu incaricato di redigere il progetto l'architetto Antonio Corbellini; nel maggio del medesimo anno iniziarono i lavori. L'edificio fu realizzato in una ventina di anni circa, essendo aperto al culto il 1º maggio 1737.
La parrocchialità venne qui trasferita dall'antica pieve di San Giovanni Battista il 9 dicembre 1759; la facciata fu costruita nel 1782 su disegno di Giovanni Donegani, per poi essere completata tra il 1826 e il 1828 dall'ingegnere Carlo Barcella.
La chiesa venne interessata da un primo restauro nel 1891 e poi da un secondo tra il 1911 e il 1914; nel 1947 fu demolito il campanile pericolante della limitrofa pieve di San Giovanni e, così, tra il 1952 e il 1955 venne eretta la torre campanaria della parrocchiale.
Nella seconda metà degli anni sessanta si procedette all'esecuzione dell'adeguamento liturgico secondo le usanze postconciliari mediante l'aggiunta dell'altare rivolto verso l'assemblea.

## Descrizione

### Esterno
La facciata a capanna della chiesa, rivolta a sudovest e leggermente convessa, è suddivisa da una cornice marcapiano aggettante e dentellata in due registri, entrambi scanditi da lesene: quello inferiore presenta il portale d'ingresso, sormontato da una lunetta, e due nicchie vuote, mentre quello superiore, coronato dal timpano di forma triangolare, è caratterizzato da una finestra.
Accanto alla parrocchiale si erge il campanile a base quadrata, la cui cella presenta su ogni lato una monofora a tutto sesto ed è coronata dalla cupola poggiante sul tamburo.

### Interno
L'interno dell'edificio si compone di un'unica navata, sulla quale si affacciano le cappelle laterali, introdotte da archi a tutto sesto, e le cui pareti sono scandite da lesene sorreggenti la trabeazione modanata e aggettante sopra la quale si impostano le volte; al termine dell'aula si sviluppa il presbiterio, rialzato di alcuni gradini, ospitante l'altare maggiore e chiuso dall'abside di forma semicircolare.
Qui sono conservate diverse opere di pregio, tra le quali la pala ritraente la Madonna del Patrocinio, eseguita nel 1757 da di Francesco Savanni, la tela con soggetto l'Ultima cena, realizzata nel 1786 da Sante Cattaneo, l'altare dei Santi Martiri, costruito da Angelo Orlandi su disegno dei fratelli Carboni, la pala che rappresenta l'Immacolata Concezione, compiuta da Antonio Zadei nel 1758, e il dipinto avente come soggetto i Santi Martiri, attribuita a Gabriele Rottini.